# Herbert Ammer
Herbert Ammer (* 13. November 1938 in Herzogenaurach; † 15. Februar 2011) war ein deutscher Fußballspieler. Der Offensivspieler brachte es in der alten erstklassigen Fußball-Oberliga Süd von 1959 bis 1963 als Aktiver des 1. FC Nürnberg beziehungsweise BC Augsburg auf 51 Einsätze mit elf Toren. Beim SSV Reutlingen kamen von 1963 bis 1973 in der damals zweitklassigen Fußball-Regionalliga Süd weitere 219 Pflichtspiele mit 58 Toren hinzu.

## Laufbahn
Mit 20 Jahren unterschrieb der talentierte Halb- und Mittelstürmer des ASV Herzogenaurach einen Vertrag beim 1. FC Nürnberg und wagte den Sprung in das süddeutsche Fußball-Oberhaus. Mit Paul Derbfuß kam ein weiterer Amateur vom VfB Bayreuth, Helmut Hilpert rückte aus der Amateurmannschaft und Gustav Flachenecker und Tasso Wild noch aus der Club-Jugend nach. Der Mann aus Herzogenaurach debütierte am achten Spieltag, dem 18. Oktober 1959, beim 3:3-Heimremis gegen Eintracht Frankfurt auf Halbrechts neben Mittelstürmer Heinz Strehl in der Fußball-Oberliga. Am 29. November verzeichnete er einen Torerfolg bei der 2:3-Auswärtsniederlage gegen den FC Bayern München. Unter Trainer Franz Binder brachte er es auf sechs Ligaspiele mit einem Tor und zog zur Runde 1960/61 einen Wechsel in die 2. Liga Süd zum BC Augsburg vor, da er sich dort eindeutig bessere Einsatzchancen als in Nürnberg versprach. Seine sportlichen Erwartungen erfüllten sich, mit Trainer Hans Hipp und an der Seite eines der größten deutschen Talente, Helmut Haller, feierte der BCA die Meisterschaft und damit die Rückkehr in die Oberliga Süd.
Im Weltmeisterschaftsjahr 1961/62 belegte der Oberligarückkehrer den 11. Rang und Herbert Ammer hatte an der Seite von Nationalspieler Haller 22 Spiele absolviert und dabei acht Tore erzielt. Im letzten Jahr der erstklassigen Oberligaära, 1962/63, landete der BCA ohne den zum FC Bologna gewechselten Haller auf dem 16. Rang und Ammer unterschrieb zur Runde 1963/64 beim SSV Reutlingen einen neuen Vertrag und stürmte zukünftig in der neu installierten Fußball-Regionalliga Süd im Stadion an der Kreuzeiche.
In Reutlingen wirkte der ehemalige Meistertrainer des VfB Stuttgart, Georg Wurzer, und er führte den SSV im ersten Jahr der zweitklassigen Regionalliga auf den fünften Rang. Ammer hatte in 26 Ligaspielen an der Seite der Mitspieler Rolf Schafstall und Knut Tagliaferri elf Tore erzielt. Ammer steigerte im zweiten Jahr in Reutlingen seine Quote auf 33 Ligaspiele mit 14 Treffern und war einer der Garanten dafür, dass der SSV sich zum Hauptkonkurrenten des klaren Meisterschaftsfavoriten FC Bayern München entwickelte. Verstärkt durch Torhüter Theo Diegelmann und Flügelflitzer Rolf Thommes errang die Wurzer-Elf die Vizemeisterschaft 1964/65.
In den zwei direkten Vergleichen in der Runde gegen die Mannschaft von Trainer Zlatko Čajkovski – am 24. Oktober 1964 in München; am 20. März 1965 in Reutlingen – hatten Ammer und Kollegen aber keine Chance. Im Stadion an der Grünwalder Straße gab es in der Hinrunde eine 0:5-Niederlage und auch das Heimspiel vor 18.000 Zuschauern entschieden die „Himmelsstürmer“ des FC Bayern mit 3:0 Toren für sich. Der Bayern-Angriff mit Rudolf Nafziger, Rainer Ohlhauser, Gerd Müller, Dieter Koulmann und Dieter Brenninger stellte Extraklasse dar und die Qualität der Abwehr dokumentierten Sepp Maier, Werner Olk und Franz Beckenbauer. Mit dem 36. Spieltag, dem 9. Mai 1965, wurde die Verbandsrunde im Süden abgeschlossen, bereits acht Tage später, am 16. Mai, hatte der Südvize beim Nordvize FC St. Pauli zum Qualifikationsspiel zur Aufnahme in die Bundesligaaufstiegsrunde anzutreten. Am Millerntor-Stadion verlor der SSV mit 0:1 Toren. Das Heimspiel am 23. Mai brachte in der Verlängerung einen 4:1-Erfolg, wobei Ammer in der 108. Spielminute den 3:1-Zwischenstand gegen die von Jürgen Weidlandt und Ingo Porges angeführten St. Paulianer erzielte.
In der eigentlichen Aufstiegsrunde hatten es Ammer und Kollegen dann mit Holstein Kiel, Wormatia Worms und Borussia Mönchengladbach zu tun. Aus den ersten drei Begegnungen holte der SSV 4:2 Punkte, dann ging die Reise am 16. Juni zum Bökelbergstadion nach Mönchengladbach. Dort trumpften die „Fohlen“ von Trainer Hennes Weisweiler aber in überzeugender Manier auf und entschieden das Spitzentreffen vor 35.000 Zuschauern mit einem 7:0-Heimsieg. Zwei Tore von Herbert Ammer brachten in den zwei Schlussspielen gegen Worms (2:1) und Kiel (1:1) zwar noch drei Punkte für Reutlingen, aber Mönchengladbach stieg mit einem Punkt Vorsprung in die Fußball-Bundesliga auf.
Mit Trainer Richard Schneider und den zwei Mitspielern im Sturm, Harald Braner und Willibald Mikulasch, spielte der SSV mit Herbert Ammer – 28 Spiele mit zwölf Toren – 1967/68 nochmals ernsthaft um den Einzug in die Aufstiegsrunde mit. Am Ende reichte es hinter Meister FC Bayern Hof – Wolfgang Breuer, Siegfried Stark – und Vizemeister Kickers Offenbach – Rudolf Wimmer, Hermann Nuber – nur zum undankbaren dritten Rang. In den nächsten Runden ging es aber in der Tabelle nach unten und 1972/73 stieg Reutlingen in das Amateurlager ab. Der 34-jährige Routinier hatte  in neun Partien seine Mannschaft beim Abstiegskampf unterstützt. Der erfolgreichste Regionalligatorschütze des SSV sprang sogar mit 40 Jahren 1978/79 nochmals in fünf Spielen in der Amateuroberliga Baden-Württemberg für seinen Verein ein.